# Dinárské hory

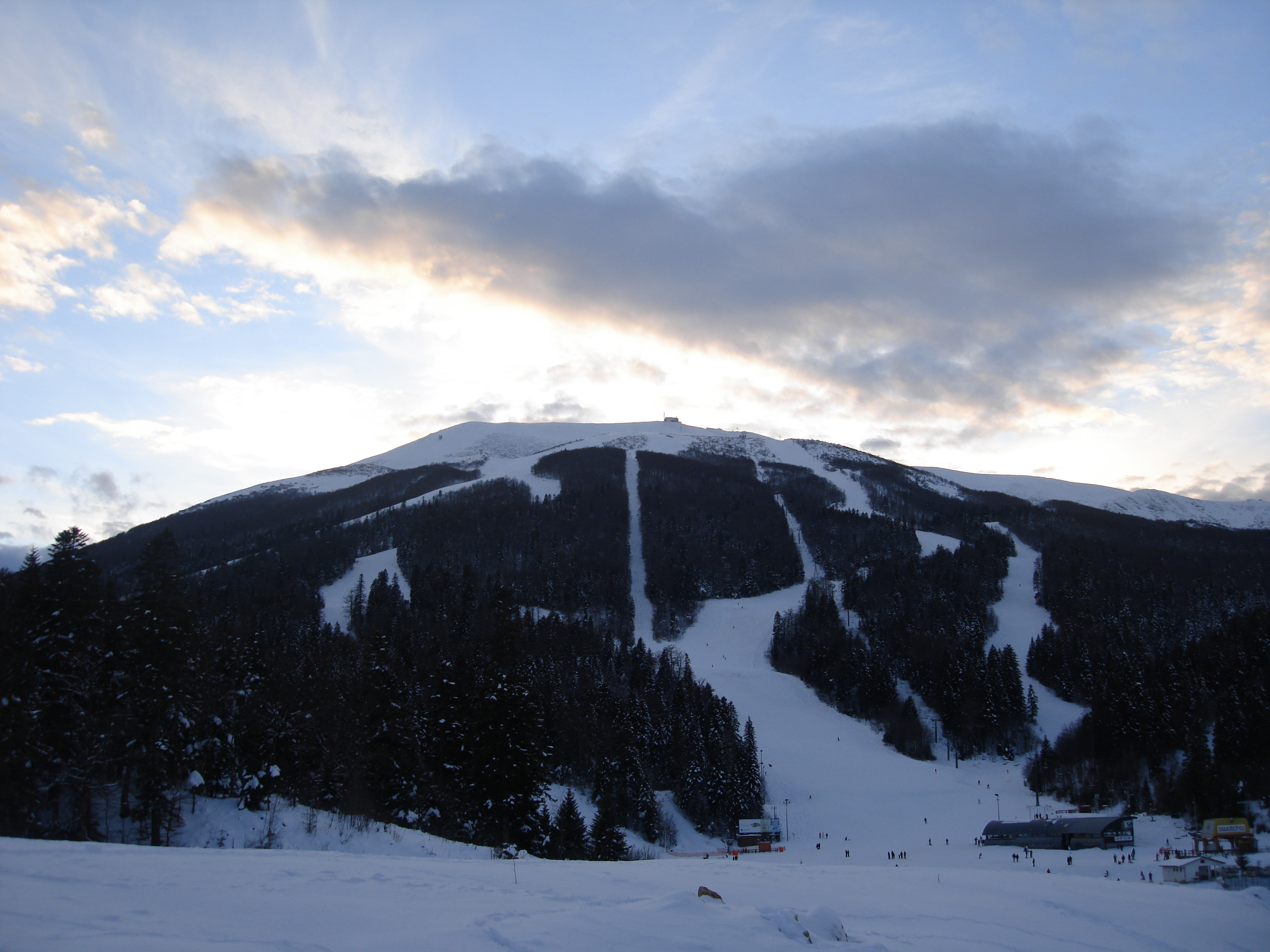
Bjelašnica

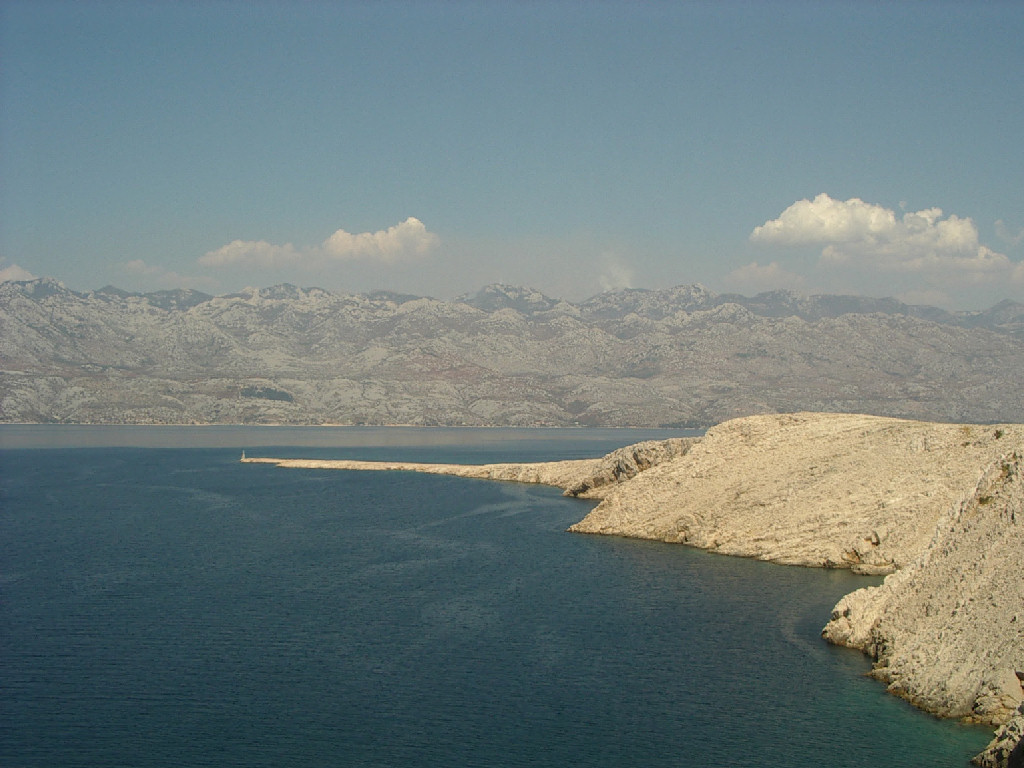
pohoří Velebit

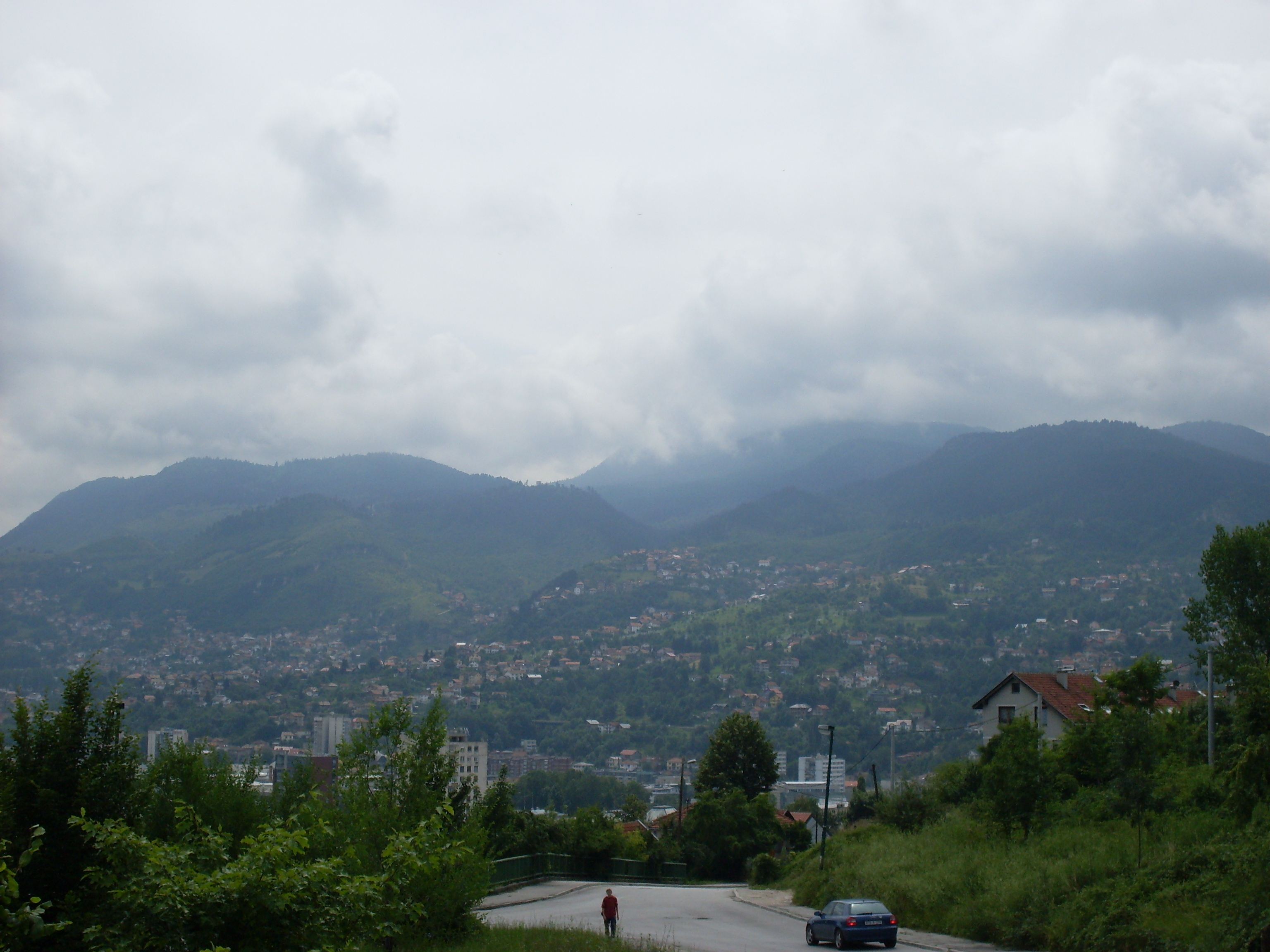
Trebevič

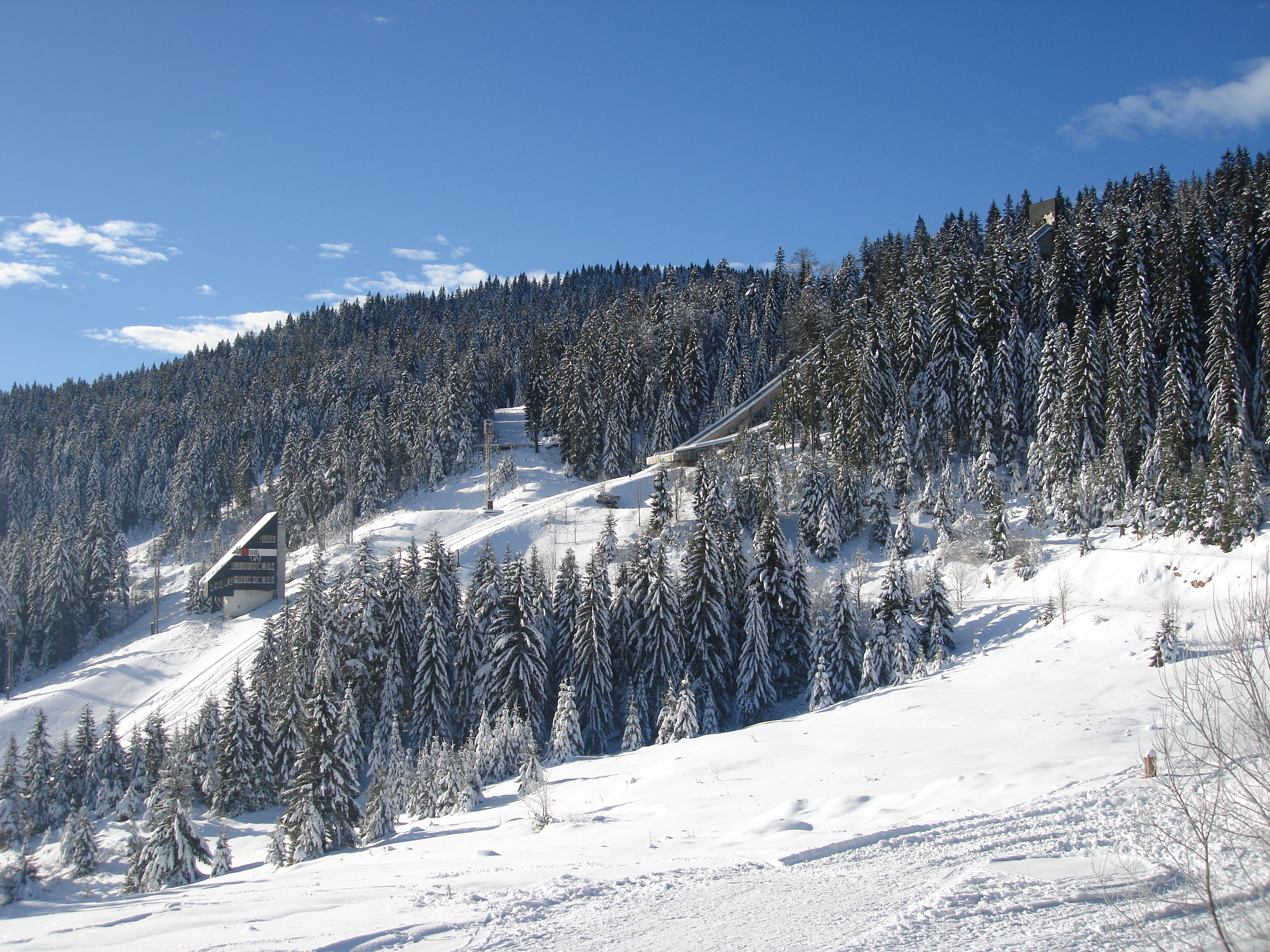
pohoří Igman

Dinárské hory jsou soustava horských pohoří v jižní a jihovýchodní Evropě,  na severozápadě Balkánského poloostrova, mezi Panonskou pánví a Jaderským mořem. Táhnou se od Itálie na severozápadě přes Slovinsko, Chorvatsko, Bosnu a Hercegovinu, Srbsko, Černou Horu a Kosovo až po Albánii na jihovýchodě.
Dinárské Alpy se táhnou v délce přibližně 645 km podél západní části Balkánského poloostrova od Julských Alp na severovýchodě Itálie směrem jihovýchodu k pohořím Šar planina a Korab, kde se jejich směr mění. Pohoří Prokletije jsou nejvyšším pásmem celých Dinárských hor; tato část se táhne od Albánie až po Kosovo a východní Černou Horu. Maja e Jezercës, která se tyčí do výšky 2694 m nad Jadranem, je nejvyšším vrcholem a nachází se v Albánii.
Dinárské hory jsou vedle Kavkazu, Alp, Pyrenejí, Karpat a Skandinávské pohoří jednou z nejrozsáhlejších a nejčlenitějších horských oblastí Evropy. Jsou tvořeny převážně druhohorními a kenozoickými sedimentárními horninami dolomitů, vápenců, pískovců a slepenců, které vznikly v mořích a jezerech, jež kdysi pokrývala tuto oblast. Během alpínského vrásnění, k němuž došlo před 50 až 100 miliony let, ohromné boční tlaky skládaly a převracely horniny ve velkém oblouku kolem starého pevného bloku na severovýchodě. Hlavní tektonická fáze orogeneze v oblasti Dinárského krasu proběhla v kenozoiku (paleogénu) v důsledku kolize Jaderské desky (Adrie) s Evropou a tento proces je stále aktivní. Dinárské hory byly vyvrženy ve víceméně rovnoběžných pásmech, která se jako náhrdelníky táhnou od Julských Alp až do severní Albánie a Kosova, kde hornatý terén ustupuje, aby uvolnil místo vodám řeky Drin a kosovským planinám.

Voda, která je hojným a relativně nevyužívaným zdrojem, vytvořila v převládajících dolomitech a vápencích v důsledku erozních jevů krasový reliéf, který nabízí jedny z nejhlubších jeskyní na světě. Oblast Krasu, náhorní plošina na severu, dokonce dala tomuto jevu své jméno. Fauna a flóra, často křehká, je přizpůsobena různým přírodním stanovištím a je domovem mnoha endemických druhů, chráněných sedmnácti národními parky.

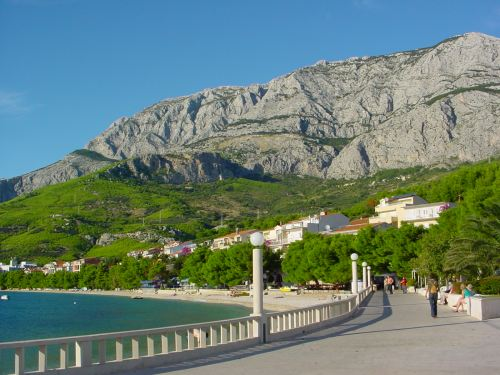
pohoří Biokovo

## Název
Dinárské hory jsou pojmenovány podle pohoří Dinara, na hranici mezi Chorvatskem a Bosnou a Hercegovinou. Jejich současné jméno je odvozeno od starověkého ilyrského kmene Dindarů, který se usadil na jejích východních svazích. Česky též nazývají Dinárská planina, Dinárské pohoří, Dinárské Alpy nebo Dinaridy. V místních jazycích se celý masiv nazývá slovinsky Dinarsko gorovje, chorvatsky, bosensky, srbsky latinkou a černohorsky Dinarsko gorje nebo Dinarske planine či Dinaridi, srbsky cyrilicí Динарско горје nebo Динарске планине, albánsky Alpet Dinarike nebo Dinaritet, bosensky Dinaridi, Dinarske Alpe.

## Geografie
Systém začíná na severu na jižním úpatí Julských Alp, od nichž je oddělen údolími Soče a jejího přítoku Idrijce a okrajem Lublaňské kotliny. Táhne se obloukovitě od severozápadu k jihovýchodu v délce asi 700 km mezi pobřežím Jaderského moře a nížinou podél řeky Sáva (Posavina) – celý tento rozsáhlý horský makroreliéf je tedy ohraničen dvěma rozsáhlými sníženinami, na severu je to Panonská pánev, na jihozápadě Jadranská pánev, která je vyplněna mořem. Na východě jej ukončuje tektonická linie Drin – Peć a řeky Ibar a Velika Morava. V severních oblastech je horské pásmo užší (35 km) a poměrně nižší (1200–1800 m), směrem k JV se rozšiřuje až na 250 km (u Dubrovniku) s největší výškou 2694 m (Maja e Jezercës). Jadranská část tohoto systému spadá strmě k moři, kdežto vnitrozemské svahy se snižují povlovně k Panonské pánvi.

### Členění
Příčná údolí řek Rječina, Kupa či Neretva, Prača a Západní Morava dělí systém na tři části: Severozápadní, střední a jihovýchodní.
- Severozápadní část tvoří pohoří střední výšky ve Slovinsku a Chorvatsku.
  - Snežnik – Veliki Snežnik (1796 m)
  - Snježnik (1505 m)
  - Javorniki – Veliki Javornik (1268 m)
  - Trnovski gozd – Mali Golak (1495 m)
  - Nanos – Plesa (1262 m)
  - Učka – Vojak (1394 m)
  - Čičarija – Veliki Planik (1272 m)

- Střední část je nejmohutnější, kromě horských pásem k ní patří také území zvaná v západní Bosně a Hercegovině bila (zaoblené horské skupiny) a polja (krasové kotliny) – Grahovsko polje, Livanjsko polje, Imotsko polje a další
  - Dinara – Veliki Troglav (1913 m)
  - Velebit – Vaganski vrh (1758 m)
  - Mala Kapela – Seliški Vrh (1280 m)
  - Velika Kapela – Bijelolasica (1533 m)
  - Grmeč – Crni vrh (1604 m)
  - Vran – Veliki Vran (2074 m)
  - Čvrsnica – Pločno (2228 m)
  - Cincar – Cincar (2005 m)
- Jihovýchodní část zaujímá oblast mezi Neretvou, Sarajevem, Drinou, Západní Moravou, Kosovsko-metohijskou kotlinou a Jadranem. Pro tuto část Dinárského systému jsou charakteristická velká krasová pole (Gatačko, Nikšičko, Popovo aj.), hluboké soutěsky a údolí řek (Neretva, Tara, Piva, Morača). Zde, na území Bosny a Hercegoviny, Černé Hory, Kosova a Albánie, leží nejvyšší vrcholy celého systému:
  - Prokletije – Maja e Jezercës (2694 m)
  - Visitor – Visitor (2210 m)
  - Zeletin – Goleš (2125 m)
  - Durmitor – Bobotov kuk (2523 m)
  - Komovi – Kom Kučki (2487 m)[2]
  - Mokra Gora – Pogled (2156 m) – dle jiných zdrojů část Prokletije
  - Hajla – Hajla (2403 m) – dle jiných zdrojů část Prokletije
  - Bioć – Veliki Vitao (2396 m)
  - Maglić – Crnogorski Maglić (2388 m)
  - Volujak – Vlasulja (2336 m)
  - Sinjajevina – Babin Zub (2253 m)
  - Ljubišnja – Dernjačista (2238 m)
  - Moračke planine – Kapa Moračka (2227 m)
  - Prenj – Zelena Glava (2155 m)
  - Bjelasica – Crna glava (2139 m)
  - Treskavica – Đokin Toranj (2088 m)
  - Bjelašnica – Bjelašnica (2067 m)
  - Lelija – Velika Lelija (2032 m)
  - Zelengora – Bregoč (2014 m)
  - Visočica – Džamija (1974 m)
  - Prekornica – Kula (1926 m)

Kromě těchto tří základních částí patří do Dinárského systému ještě následujících šest horských subsystémů:
- Rudné hory se táhnou od Karlovacké kotliny k Sarajevu.
  - Vranica – Nadkrstac (2112 m)
  - Zec – Smiljeva kosa (1872 m)
  - Bitovnja – Lisin (1744 m)
  - Vlašić – Paljenik (1943 m)
  - Petrova Gora
  - Zrinjska gora
- Flyšové hory leží severně od Rudných hor. Je to níže položené pohoří, které navazuje na jižní část Panonské pánve.
  - Kozara (978 m)
- Podriňské hory leží na pravé straně Driny v Srbsku.
  - Gučevo (779 m)
  - Boranja (881 m)
  - Medvednik (1247 m)
  - Jablanik – Jablanik (1275 m)
- Šumadijské hory sousedí se severozápadním výběžkem Trácko-makedonského masivu.
  - Rudnik (1132 m)
  - Avala
  - Gledičke planine (922 m)
- Starovlašsko-Rašské hory leží mezi Drinou, Djetinjou, Západní Moravou a Kosovem a táhnou se na západ od Driny až k Sarajevu.
  - Jahorina – Ogoreljica (1916 m)
  - Trebević – Trebevič (1629 m)
  - Igman – Crni vrh (1506 m)
  - Romanija
  - Jadovnik – Katunič (1733 m)
  - Tara – Zborište (1544 m)
  - Zlatibor – Tornik (1496 m)
  - Zlatar – Golo brdo (1627 m)
  - Golija – Jankov kamen (1833 m)
  - Radočelo – Krivača (1643 m)
  - Giljevo – Mačkovac (1617 m)
  - Čemerno – Smrdljuč (1579 m)
  - Mučanj – Klekov Vrh (1532 m)
  - Javor – Vasilin Vrh (1519 m)
- Přímořské hory začínají Učkou na severozápadě a končí Lovćenem na jihovýchodě.
  - Učka (1396 m)
  - Kozjak - Veli vrj 779 m (nad Kaštelským zálivem, nikoli ve Slovinsku)
  - Biokovo – Sveti Jure (1762 m)
  - Orjen – Zubacki kabao (1895 m)
  - Lovćen – Štirovnik (1749 m)
  - Rumija (1593 m)

## Geologické složení
Celá rozsáhlá oblast Dinárských hor má dost komplikované geologické složení. Dinárská soustava byla vyvrásněna alpsko-himálajským orogénem, ovšem začátkem neogénu byla téměř zarovnána denudací a následně etapovitě zdvihána a přitom silně rozčleněna říční erozí. Proto jsou zde charakteristické zarovnané povrchy ve třech výškových úrovních a také hluboká říční údolí, soutěsky a kaňony (Tara, Neretva, Diva Grabovica, Krka, Zrmanja, Piva, Morača). Převládajícím stavebním prvkem ve většině skupin jsou vápenec a dolomit s četnými krasovými tvary (jeskyně, sloje, závrty, ponorné řeky). Největší rozmanitost takových útvarů a speleologických objektů je v oblasti Velebitu. Z propastí jsou to Jazben u Gorice[nepřesný odkaz] (−518 m), Puhaljka (−318 m), Mamet (−206 m), z jeskyní Postojnska jama, Manita, Jama vodarica, Cerovačke pečine aj. Dinárský kras má rozlohu 55 600 km². Z typických krasových tvarů jsou význačná především rozsáhlá polje (Livanjsko polje 405 km², Nevesinjsko polje 189 km², Popovo polje 185 km²).
V centrální části Černé Hory došlo horotvorným procesem k vytvoření mnoha skupin, pro něž jsou charakteristické rozsáhlé, vysoko položené vápencové náhorní plošiny (1500–1700 m) doprovázené hlubokými údolími a strmými stěnami. Tato stavba je příznačná pro Durmitor, Sinjajevinu, Moračské hory a další oblasti.
V některých místech doprovázejí vápenec jílovo – slínovité vrstvy, břidlice nebo pískovec. Tuto charakteristiku mají masivy Bjelašnica, Igman, Treskavica, Bjelasice a Prokletije.
 Vnitřní pásma soustavy jsou však často složena z jiných hornin – Rudné hory (Vlašič, Vranica, Bitovnja), flyšové hory (Kozara). Zpravidla jsou nižší a mají erozně denudační reliéf s hustou říční sítí.

## Podnebí
Klima jednotlivých oblastí je rozdílné a závisí na zeměpisné šířce, nadmořské výšce, expozici svahů a dalších vlivech. Nejvyšší horské oblasti mají alpinské podnebí, charakterizované krátkým a svěžím létem a dlouhými, na sníh bohatými zimami. Podzim bývá teplejší než jaro, atmosférických srážek je dostatek. Nejvyšší horské partie bývají dlouho pod sněhem, na jaře i v létě se zde vyskytují mlhy. Takové alpinské klima má např. horská skupina Bjelašnica nad Sarajevem (průměrná teplota nižší než 0 °C bývá po dobu šesti měsíců, průměrná roční teplota je 0,7°C). Na Bjelašnici byla rovněž naměřena nejnižší teplota na území bývalé Jugoslávie : −41,8 °C (17. 2. 1946). Subalpinské podnebí (v horstvech od 1000 m do 2000 m) je teplejší, také rozdíly maximálních a minimálních teplot jsou menší. Průměrná roční teplota se pohybuje kolem 5–7 °C. Takové podnebí je typické např. pro Durmitor. Horské oblasti s mírným kontinentálním klimatem, obvykle ne vyšší než 1000 m, mívají dlouhé a teplé léto a krátké zimy, často jen s malým množstvím sněhu. Průměrná roční teplota přesahuje 7 °C, v červenci činí průměr 18 °C i více, v lednu −1 °C. Podobné podmínky jsou ve všech přímořských horských oblastech, tj. na Velebitu, Bioći, Lovćenu i jinde.

## Vodstvo
Dinárské hory tvoří rozvodí mezi Jaderským a Černým mořem. Ve vnitrozemských skupinách, kde je vápenec doprovázen břidlicí je vody hojně (Igman, Bjelašnica, Treskavica, Trebevič, Jahorina). Zvlášť centrální část celého systému je odvodňována významnými řekami. Do Jaderského moře tečou Zrmanja, Krka, Cetina, Neretva a Drin. K úmoří Černého moře náleží sávské přítoky Una, Vrbas, Bosna a Drina (se zdrojnicemi Piva a Tara a s přítokem Lim) a také Západní Morava a její přítok Ibar.

Vápencová část horstva (Snježnik, Velika Kapela, Velebit, Biokovo, Prenj, Orjen) je téměř bez vody a jsou pro ni typické ponorné řeky a potoky. Řada z nich končí jako podmořské vyvěračky. Největší množství ponorných řek je ve Velebitu. Na mořském pobřeží u Dubrovníka vyvěrá řeka Trebišnjica, jejíž ponor je na Popovom polji.

Mnoho horských skupin je bohatých na jezera a plesa – v Durmitoru se nachází Crno jezero, Zminje jezero a Malo jezero, v Prenji Boračko jezero, v Bjelasici Biogradsko jezero a Pešića jezero, ve Vranici Prokoško jezero, na rozhraní Magliće a Volujaku Trnovačko jezero a v Prokletije Plavsko jezero. Největším je Skadarské jezero, které leží na západních úbočí masívu Prokletije na hranicích Černé Hory a Albánie.

## Příroda

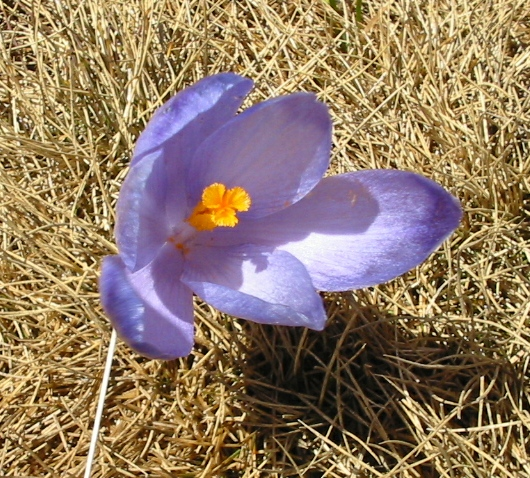
Krokus neboli Šafrán

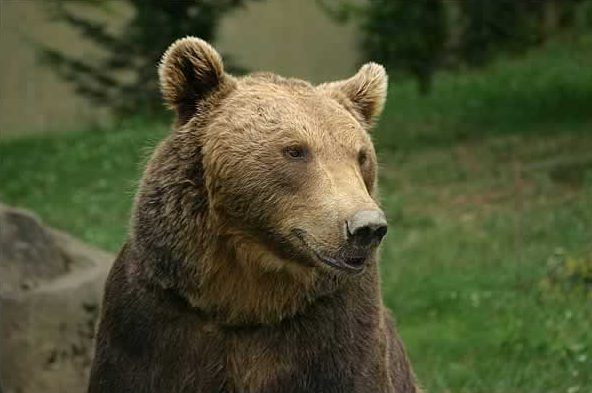
Medvěd hnědý

### Flora
Příroda celé oblasti je značně pestrá. Rozlišujeme zde tři rostlinná pásma : přímořské, horské a kontinentální. Přímořská vegetace je velmi chudá, roste převážně na skalách. Chudost vegetace na přímořských svazích však není způsobena jen klimatickými podmínkami (vichřice, odvívání), přispělo k ní hlavně dlouholeté pasení koz a ovcí. V horském pásmu se střídá lesní vegetace s travnatými porosty a rostlinami skalních stěn. Zjara svahy rozkvetou ranými cibulovitými rostlinami (krokusy, ladoňky). Později vynikají až metr vysoká květenství bílého asfodelu nebo žluté vysoké hořce. Nápadné jsou také česneky (žlutý a červený). Bohatě je zastoupena i květena alpinská (lomikámen, modrouška, hořec dinárský, zvonek, protěž aj.). Vnitrozemské svahy jsou bohaté na bukové lesy, v nižších polohách převažují bukové a borové lesy. Vyskytují se i jedlové porosty, kdežto smrků je poměrně málo (endemitní smrk Pančicův v povodí Driny). Tyto porosty jsou charakteristické pro oblast Veliké Kapely, Velebitu, Prenje, Durmitoru a dalších horstev.

### Fauna

mapa národních parků Dinárských hor

I fauna je rozdílná na přímořských svazích a ve vnitrozemských oblastech. Nalezneme zde velké množství endemitů a glaciálních reliktů, zvlášť motýlů a brouků. V mnoha horských oblastech dinárského žijí medvědi, vlci či lišky (Prenj, Bjelašnica, Igman, Trebevic, Durmitor, Bjelasica, Vraca). Téměř všude lze potkat vysokou zvěř a uvidět kamzíka či divoké prase. Hojní jsou hadi, ještěrky atd.

### Ochrana přírody
Rozmanitost krajinných typů i mimořádnou pestrost životního prostředí pro živočichy podmiňuje také rostlinstvo. Na mnoha místech byla vyhlášena chráněná území a národní parky. Jde např. o oblasti: Paklenica ve Velebitu u Zadaru, Durmitor, Lovćen a Biogradska gora v Černé hoře, Kozara a Sutjeska v Bosně a Hercegovině.

## Obyvatelstvo
Tím, že bývalá Jugoslávie (na které Dinárské hory leží) byla mnohonárodnostní stát je dána i značná odlišnost současného obyvatelstva. Severní oblasti obývají Slovinci a Chorvaté, střední a jižní Srbové, Černohorci, Albánci a Bosňáci. Na jednotlivých územích žije řada etnických skupin, vzešlých z původních obyvatel. Např. v okolí Makarské v oblasti Biokova jsou to Dalmatinci. Ti se živili převážně zemědělstvím a rybolovem. Oblast Durmitoru obývají původní obyvatelé Černé hory – Pivljané a Drobnjakové, oblast Komů pak černohorské národnostní skupiny Vasojevičové a Kučové. Celým regionem vedla už ve starověku řada důležitých obchodních cest a jednotlivé oblasti se stávaly předmětem rozmanitých mocenských zájmů. Téměř na každém kroku zde narazíme na památky z jednotlivých epoch lidské činnosti už od dob antiky. V nedávné době došlo k rozpadu Jugoslávie, státu uměle založeného po 1. světové válce, a několik let se vlekly válečné spory o rozdělení území i o nové územní uspořádání následných státních celků. Až do dnešních dnů dosud nejsou všude přesně vymezeny státní hranicí a příslušnost jednotlivých horských oblastí ke konkrétním nově vzniklým státům není zcela jasná.